# Драный, Семён Алексеевич
Семён Алексеевич Драный (1667—1708) — донской атаман, один из предводителей Булавинского восстания.

## История
Имя Семёна Драного появляется в исторических документах во время возвращения Кондрата Булавина из Запорожской сечи. Драный значился атаманом Старо-Айдарского городка. 8 апреля 1708 года отряд Семена Драного численностью около 1 000 человек без боя захватил Луганский городок. Во время выборов атамана Войска Донского в мае в Черкасске активно поддерживал кандидатуру Кондрата Булавина. Возглавлял северское крыло повстанческой армии.
8 июня близ Валуек разгромил Сумской полк (1200 человек). Победу обеспечила внезапность нападения на полусонный лагерь. В бою был убит полковник, многие сотники, старшины и урядники. Немало рядовых солдат присоединилось к повстанцам. Был захвачен весь обоз полка, четыре пушки, сотни коней, ружья.
К 25 июня 6,5-тысячное войско атамана Драного (в составе которого было 1,5 тыс. запорожцев) подступило к городу Тор. 2 июля отряды Драного были разгромлены армией Василия Долгорукова (три конных полка). Погибло свыше тысячи казаков, в том числе сам атаман Драный. В другом источнике указано что отряд бригадира Фёдора Владимировича Шидловского, соединившись с отрядами полковника Кропотова, 1 июля встретил «бунтовщика Драного» в урочище Кривая Лука. У Семёна Драного было 5000 человек донских казаков и 1 500 запорожцев. Бой между правительскими войсками и бунтовщиками продолжался пять часов, казаки были разбиты, а Драный убит. Запорожцы отошли и засели в Бахмуте, но бригадир Шидловский со своим отрядом разбил их и там, а город разорил и сжёг.
Смерть Драного вызвала рост пораженческих настроений в Черкасске и привела к заговору казачьей старшины и убийству самого Кондрата Булавина.